# Semiothisa nigricans
Semiothisa nigricans là một loài bướm đêm trong họ Geometridae.